# Dmitrij Nikolaevič Senjavin
Dmitrij Nikolaevič Senjavin, in russo Дмитрий Николаевич Сенявин? (Borovsk, 17 agosto 1763 – San Pietroburgo, 17 aprile 1831), è stato un ammiraglio russo che operò durante le guerre napoleoniche.

## Servizio sotto Ušakov
Nato in una proprietà della famiglia nei pressi di Borovsk, Senjavin faceva parte di una facoltosa famiglia di capitani della marina, e tutti, a partire dal prozio, servirono nella marina imperiale russa. Dopo aver superato il corso dei Corpi Cadetti Navali nel 1780, prese parte ad una spedizione a Lisbona, prima di unirsi alla Flotta del Mar Nero quando nacque nel 1783, aiutando a costruire la base navale di Sebastopoli. L'importanza della sua famiglia gli fece fare una veloce carriera, soprattutto dopo che un suo pronto intervento impedì ad una nave ammiraglia di rovescarsi durante la spedizione di Varna. Il principe Potëmkin gli assegnò il compito vitale di consegnare lettere diplomatiche all'ambasciatore russo di Costantinopoli.
Durante la guerra russo-turca, Senjavin partecipò alle battaglie di Fidonisi e di Ochakov, per poi recarsi a San Pietroburgo per informare l'imperatore della precedente vittoria. Nonostante si sia distinto al comando della nave da guerra Navarchia nella battaglia di Caliacria, non rispettò la cautela richiesta da Ušakov, il che gli valse una sospensione ed il rischio di una riduzione di greado. Alla fine Potemkin fece da paciere tra Senyavin ed il suo responsabile, sostenendo in una lettera scritta a Ushakov che Senjavin sarebbe potuto diventare il più grande ammiraglio russo mai esistito.
Durante la spedizione di Ušakov nel mar Mediterraneo del 1798-1800, Senyavin assunse il comando della nave San Pietro, armata con 72 cannoni. I suoi marinai colpirono la fortezza francese di Santa Maura a Leucade, prendendo parte anche alla presa di Corfù. La spedizione terminò, e Senjavin gestì i porti di Cherson e Sebastopoli. Nel 1804 fu promosso al grado di retroammiraglio, ricevendo il compito di amministrare il porto di Tallinn.

## Campagne nel Mediterraneo
Tre anni dopo, Alessandro I di Russia, ancora preso nel tentativo di bloccare l'espansione di Napoleone nell'Adriatico, organizzò una nuova spedizione di cui il vice-ammiraglio Senjavin fu il comandante in capo. Nel settembre 1806 Senyavin ristabilì il controllo russo nel basso Adriatico, annullando il commercio marittimo di Ragusa (Croazia), restando indeciso se attaccare Lesina. Trovò un naturale alleato nei principi ortodossi del Montenegro, che lo aiutarono a terra.
La flotta russa conquistò le isole di Curzola e Lissa, mentre gli austriaci furono convinti a cedergli Cattaro. Alla fine di queste operazioni, ai francesi fu impedito di prendere il controllo delle isole Ionie. I frutti del lavoro di Senjavin furono sciupati dallo zar, che firmò la pace di Tilsit con Napoleone l'anno seguente.
Anche prima della firma del trattato, era scoppiata una nuova guerra con la Turchia, e lo squadrone di Senjavin fu inviato nel mar Egeo per attaccare Istanbul. Raggiunse i Dardanelli il 24 febbraio 1807, conquistando l'isola di Tenedo a marzo. Utilizzando l'isola come place d'armes, Senjavin bloccò lo stretto tagliando i rifornimenti alla capitale del sultano.

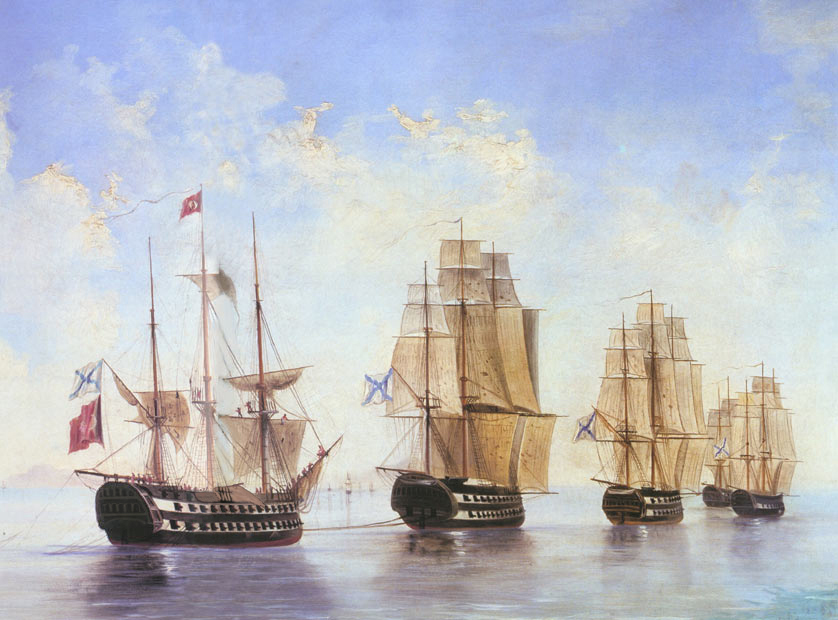
Squadrone di Senyavin dopo la battaglia di Athos

Contrariamente alle sue aspettative, Sir John Thomas Duckworth, un ammiraglio britannico che aveva da poco perso 600 uomini a causa del fuoco proveniente da terra, si rifiutò di unire la propria flotta a quella di Senjavin, e partì per una fallimentare spedizione ad Alessandria d'Egitto. I russi si trovarono a combattere i più numerosi turchi nell'Egeo senza aiuti dall'esterno.
L'assedio imposto da Senyavin alla loro capitale portò i Turchi ad una mossa azzardata. Quando scoppiarono rivolte a causa della mancanza di cibo, il sultano Selim III fu sostituito da Mustafa IV, il quale ordinò alla sua flotta di rompere l'assedio. Le navi ottomane si scontrarono con lo squadrone di Senjavin nella battaglia dei Dardanelli (11 maggio) e nella battaglia di Athos (16 giugno). Entrambi gli scontri furono vinti dai russi, e garantirono il controllo russo dell'Egeo per il resto della guerra.

## Incidente di Lisbona
Dopo aver ricevuto la notizia della pace di Tilsit, si dice che Senjavin abbia pianto (12 agosto). Tutte le sue conquiste erano state sprecate dopo che la situazione internazionale si era completamente ribaltata: Napoleone era considerato un alleato russo, mentre la Gran Bretagna era il nemico. Il 14 agosto lui e Lord Collingwood, nonostante fossero riluttanti, se ne andarono. Otto giorni dopo, a buona parte degli squadroni russi (5 navi da guerra, 4 fregate, 4 corvette, 4 brigate) fu ordinato di tornare a Sebastopoli. Senjavin portò il resto della flotta nel Baltico, dove stava per scoppiare la guerra di Finlandia con la Svezia.
Tenedo fu evacuata il 25 agosto, e Senjavin salpò da Corfù il 19 settembre. Nonostante avesse pianificato di dirigersi direttamente verso San Pietroburgo, le tempeste lo obbligarono ad imboccare il fiume Tago gettando l'ancora a Lisbona il 30 ottobre. Dopo alcuni giorni Giovanni VI del Portogallo fuggì in Brasile, e la Royal Navy assediò Lisbona, intercettando una sloop russa considerandolo vascello nemico: la guerra anglo-russa era stata dichiarata. A novembre le truppe francesi del duca d'Abrantès entrarono nella capitale portoghese, e Senjavin si trovò chiuso tra due potenze in guerra.
In questa situazione pericolosa, Senjavin si distinse per le sue capacità diplomatiche, riuscendo a salvare le proprie navi dalla distruzione. Dopo aver sentito dei suoi problemi, Napoleone ottenne dallo zar il permesso di dare ordini a Senyavin tramite l'ambasciatore russo di Parigi. Chiese subito di sostituire gli ufficiali britannici presenti nel gruppo di Senjavin con francesi o tedeschi, e consigliò a Senjavin di scambiare molte navi con il duca d'Abrantès. Gli ordini di Napoleone furono completamente ignorati dall'ammiraglio russo, che non aveva intenzione di mettere a rischio le vite dei suoi marinai in una guerra inutile contro gli ex alleati, dichiarando la propria neutralità.
Nel luglio del 1808 le navi di Senjavin, ancora bloccate a Lisbona, furono ripetutamente visitate dal duca d'Abrantès e dal generale Kellermann, che lo esortarono ad assistere le loro operazioni militari contro portoghesi e spagnoli. Senyavin rispose di non essere stato autorizzato dallo zar a combattere contro persone con cui la propria nazione non era in guerra, e che promesse e minacce non gli avrebbero fatto cambiare idea.
Ad agosto la Francia fu sconfitta dal duca di Wellington a Vimeiro, e fu costretta ad abbandonare il Portogallo. Le sette navi da guerra e la fregata di Senjavin furono lasciate ad affrontare 15 navi britanniche e 10 fregate, per non parlare dell'artiglieria sulla costa. Potrebbero aver facilmente annichilito lo squadrone russo se Senjavin si fosse rifiutato di arrendersi. L'ammiraglio russo, però, mantenne la propria neutralità, minacciando di far esplodere le navi e di dar fuoco a Lisbona in caso di attacco. Alla fine fu firmato un accordo con l'ammiraglio britannico, Sir Charles Cotton, in base al quale lo squadrone russo sarebbe stato scortato dalla Royal Navy fino a Londra, senza però ammainare le bandiere russe. Inoltre, Senjavin avrebbe assunto il comando della flotta anglo-russa (essendo l'ufficiale più anziano), mentre due navi russe (Rafail e Yaroslav) furono lasciate a Lisbona per essere riparate.
Il 31 agosto lo squadrone di Senjavin partì dal Portogallo alla volta di Portsmouth. Il 27 settembre l'Ammiragliato fu informato del fatto che i vascelli nemici avevano gettato l'ancora nel porto britannico, con issate le bandiere, come se si fosse in tempo di pace. Il Lord Sindaco della Città di Londra dichiarò l'accordo firmato disonorevole per l'onore britannico, e molti componenti dell'Ammiragliato condividevano la sua posizione. La flotta britannica fu pertanto bloccata nel porto di Portsmouth con vari pretesti fino all'inverno, quando il ritorno nel Baltico sarebbe stato impossibile. I britannici insistettero sul fatto che lo squadrone di Senjavin avrebbe potuto dirigersi ad Arcangelo, per non essere intercettati dai guerrieri svedesi. Nel 1809 la partenza fu ulteriormente ritardata dalla disastrosa spedizione britannica di Walcheren. Alla fine, il 5 agosto, quando la flotta russa stava ormai patendo la fame, gli fu concesso di lasciare Portsmouth alla volta di Riga, dove giunsero il 9 settembre 1809.

## Caduta in disgrazia e ultima parte della carriera
La disobbedienza di Senjavin nei confronti dell'imperatore lo portò a non essere più impiegato in mare. Nel corso della Campagna di Russia, amministrò il pacifico porto di Tallinn, e non gli fu permesso di prendere parte alle ostilità, nonostante le regolari richieste di poter governare una milizia nella sua provincia nativa.
Nonostante abbia deciso di ritirarsi l'anno seguente, il nome di Senjavin rimase talmente popolare nella marina che i cospiratori decabristi tentarono di nominarlo nel governo provvisorio dopo lo scoppio della rivoluzione. Quando nel 1821 scoppiò la guerra d'indipendenza greca, gli insorti greci chiesero allo zar di inviare "il famoso Senyavin" in loro aiuto, ma la loro richiesta fu rifiutata.

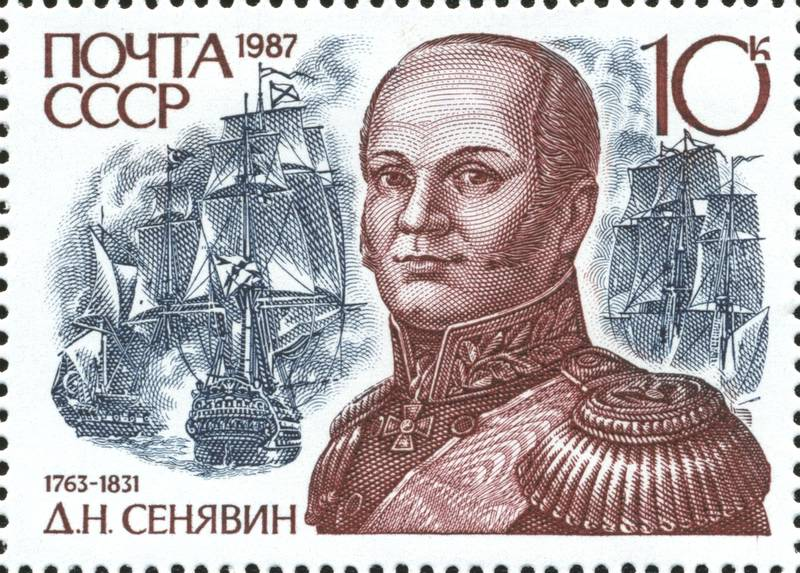
Francobollo sovietico del 1987, che commemora Senjavin

Fu solo dopo la morte di Alessandro I, nel 1825, che Senjavin fu richiamato in servizio attivo. Visto che la Russia stava preparandosi a riprendere le ostilità nei confronti della Turchia, Nicola I di Russia lo nominò al comando della Flotta del Baltico. L'anno seguente fu promosso ad ammiraglio, ed accompagnò lo squadrone di Lodewijk van Heiden alla volta del mar Mediterraneo, dove le forze congiunte anglo-franco-russe avrebbero preso parte alla grande vittoria di Navarino.
Dmitrij Senjavin morì nel 1831 a San Pietroburgo, e fu sepolto in pompa magna alla presenza dello zar, presso il monastero di Aleksandr Nevskij. Il suo nome fu dato a numerose navi imperiali e sovietiche, tra cui al vascello utilizzato per la spedizione di tre anni ordinata dallo zar Nicola I nel 1826. Le isole Senyavin, in Oceania, ed i promontori in Alaska e Sachalin ancora portano il suo nome.